# Skunk skvrnitý
Skunk skvrnitý (Spilogale putorius) je nápadně zbarvená lasicovitá šelma. Nepřátelům se brání vystřikováním páchnoucího výměšku řitních žláz.
Skunk skvrnitý je podsaditý, končetiny jsou spíše kratší, tělo je dlouhé 30–34 cm při hmotnosti 0,2–1 kg. Hustě osrstěný ocas je 17–21 cm dlouhý. Základní barva srsti je černá, s výraznou bílou kresbou, která je u každého skunka skvrnitého odlišná, společnou mají jen bílou skvrnu na čele a bílý konec ocasu.
Je to samotář, živící se především hmyzem, v nouzi loví malé hlodavce. Pojídá také vejce, ovoce, zeleninu a mršiny. Žije především v lesích a v křovinách, v roklích nebo na kamenitých výchozech. Je to převážně noční tvor.

## Areál rozšíření
Skunk skvrnitý se vyskytuje na východním pobřeží Severní Ameriky, od východní Kanady do severovýchodního Mexika, původní areál zasahoval od Pensylvánie po linii tvořenou Appalačským pohořím až do mexického státu Tamaulipas na jihu. Od roku 1940 se rozšířil i na západ do Velkých planin.